# ديوسجينين
ديوسجينين هو صابوجينين ستيرويدي، وهو ناتج من تحلل المواد المستخلصة من درنات اليام البري للديسقوريا، مثل الكوكورو. هذا التحلل يحدث بواسطة الأحماض أو القواعد القوية أو إنزيمات الصابونين.
يستعمل الديوسجينين الخالي من السكر في الإنتاج التجاري للكورتيزون والبريغنينولون والبروجستيرون وأنواع الستيرويد الأخرى.

## المصدر الديوسجينين
يوجد ديوسجينين في زنجبيل كريب (Cheilocostus speciosus) والفشاغ بذر القمري (Smilax menispermoidea) وأنواع نباتات باريس والعتريس والحلبة والإطرليون وأنواع كثيرة من الديسقوريا مثل الختمية والداكنة والهزيلة وقاسية الأوبار وتحت الزرقاء وكثيرة الأزهار والمكسيكية والمركبة واليابانية وصغيرة الأزهار والزنجبارية وغيرها.

## الاستعمالات
يستعمل ديوسجينين مادة أولية لصناعة عدد من الهرمونات ومنها البروجستيرون الذي يستعمل في حبوب منع الحمل المركبة.
الستيرويد غير المغير له مفعول إستروجيني ويمكن أن يخفظ مستوى الكولسترول في مصل الدم.
قد يمثل الديوسجينين دواء أوليا للبروجستيرون.